# Solució aquosa
Una solució aquosa o dissolució aquosa és una solució en la qual el dissolvent és aigua. Normalment, en les equacions químiques s'expressa mitjançant les lletres “aq”. La paraula “aqueous” significa “pertanyent a”, “relacionat amb”, “similar a” o “dissolt” en aigua. Com que l'aigua és un excel·lent dissolvent així com el fet de ser molt abundant, és un dissolvent molt utilitzat en química.
Les substàncies que no es dissolen bé en aigua s'anomenen hidròfobes (“por a l'aigua”) mentre que les que s'hi dissolen bé s'anomenen hidròfiles (“amb afinitat per l'aigua”). Un exemple de substància hidròfila és el clorur de sodi (la sal de taula ordinària). Els àcids i les bases són solucions aquoses si tenim en compte les definicions que va fer el científic Arrhenius.

La primera capa de solvatació d'un ió de sodi dissolt en aigua.

La capacitat que té una substància de dissoldre's en l'aigua ve determinada per si aquesta substància pot partir o vèncer les forces atractives que les molècules d'aigua exerceixen entre elles mateixes (vegeu pont d'hidrogen). Si la substància no té capacitat de dissoldre's en l'aigua, les molècules formen un precipitat.
Els compostos iònics com el clorur de sodi, són els més solubles en aigua, mentre que els compostos covalents acostumen a ser tan poc solubles com els metalls insolubles.
Les solucions aquoses que condueixen el corrent elèctric de manera eficient contenen forts electròlits, mentre que aquells que són poc conductors són electròlits dèbils. Els que són electròlits forts són substàncies ionitzades totalment en aigua, mentre que els electròlits dèbils presenten molt poca ionització en aigua.
Les substàncies que no són electròlits també es dissolen en aigua, però mantenen la seva integritat molecular (no es dissocien en ions). Com a exemples podríem trobar el sucre, la urea, el glicerol, i el metilsulfidrilmetà (MSM).
Quan es realitzen càlculs tenint en compte la reacció de més d'una solució aquosa, generalment sabem la concentració o la molaritat d'una d'elles. La concentració de la solució es dona tenint en compte la quantitat de solut abans que es dissolgui.
Les dissolucions aquoses tenen una gran importància en la biologia, des dels laboratoris de ciència bàsica fins a la química de la vida, passant per l'enginyeria química industrial.